# Neder-Silezisch voetbalkampioenschap 1925/26
In 1925/26 werd het vijftiende Neder-Silezisch voetbalkampioenschap gespeeld, dat georganiseerd werd door de Zuidoost-Duitse voetbalbond. Een aantal clubs verkaste naar de nieuwe Berglandse competitie, waardoor de competitie niet meer in meerdere reeksen gespeeld werd.
SpVgg 1896 Liegnitz werd kampioen en plaatste zich voor de Zuidoost-Duitse eindronde. De club werd voorlaatste in de groepsfase.

## Bezirksliga
| Plaats | Club                               | Wed. | W  | G | V  | Saldo | Ptn   |
| ------ | ---------------------------------- | ---- | -- | - | -- | ----- | ----- |
| 1.     | SpVgg 1896 Liegnitz                | 16   | 12 | 3 | 1  | 52:22 | 27:5  |
| 2.     | SC Jauer                           | 17   | 13 | 0 | 4  | 50:26 | 26:8  |
| 3.     | VfB Liegnitz                       | 16   | 8  | 2 | 6  | 43:28 | 18:14 |
| 4.     | FC Blitz 03 Liegnitz               | 16   | 8  | 1 | 7  | 30:36 | 17:15 |
| 5.     | SC Preußen 1911 Glogau             | 13   | 5  | 1 | 7  | 32:29 | 11:15 |
| 6.     | Vgt. Sportfreunde Preußen Wohlau   | 12   | 3  | 3 | 6  | 25:32 | 9:25  |
| 7.     | SVgg Schutzpolizei Liegnitz        | 16   | 4  | 0 | 12 | 24:45 | 8:24  |
| 8.     | Vereinigte Grünberger Sportfreunde | 10   | 3  | 1 | 6  | 18:22 | 7:13  |
| 9.     | FV 1920 Züllichau                  | 7    | 3  | 0 | 4  | 15:25 | 6:8   |
| 10.    | DSC Neusalz                        | 11   | 2  | 1 | 8  | 16:42 | 5:17  |

|  | Geplaatst voor finale |